# فيل ميلر (عازف قيثارة)
فيل ميلر (بالإنجليزية: Phil Miller)‏ هو عازف قيثارة بريطاني، ولد في 22 يناير 1949 في منطقة بارنت في لندن في المملكة المتحدة، وتوفي في 18 أكتوبر 2017.

## وصلات خارجية
- فيل ميلر على موقع ميوزك برينز (الإنجليزية)
- فيل ميلر على موقع إن إن دي بي (الإنجليزية)
- فيل ميلر على موقع أول ميوزيك (الإنجليزية)
- فيل ميلر على موقع ديسكوغز (الإنجليزية)